# Бертонсвил
Бертонсвил (енгл. Burtonsville) насељено је место без административног статуса у америчкој савезној држави Мериленд.

## Демографија
По попису из 2010. године број становника је 8.323, што је 1.018 (13,9%) становника више него 2000. године.
| Група             | 2000.         | 2010.         |
| Белци             | 3.573 (48,9%) | 2.468 (29,7%) |
| Афроамериканци    | 1.857 (25,4%) | 3.190 (38,3%) |
| Азијати           | 1.287 (17,6%) | 1.702 (20,4%) |
| Хиспаноамериканци | 409 (5,6%)    | 739 (8,9%)    |
| Укупно            | 7.305         | 8.323         |